# Evanescence diskografi
Denna artikel är en diskografi för det amerikanska rockbandet Evanescence. Gruppen har sedan de bildades 1995 givit ut två studioalbum, ett livealbum, ett begränsat demoalbum, tre begränsade EP-skivor samt ett 10-tal singlar.

## Album

### Studioalbum
| År | Album | Högsta placeringar | Högsta placeringar | Högsta placeringar | Högsta placeringar | Högsta placeringar | Högsta placeringar | Högsta placeringar | Högsta placeringar | Högsta placeringar | Högsta placeringar | Certifiering                                                           | Försäljning                                                                          |
| År | Album | USA                | UK                 | CAN                | AUS                | NZL                | AUT                | GER                | FRA                | ITA                | NOR                | Certifiering                                                           | Försäljning                                                                          |
| --- | --- | ------------------ | ------------------ | ------------------ | ------------------ | ------------------ | ------------------ | ------------------ | ------------------ | ------------------ | ------------------ | ---------------------------------------------------------------------- | ------------------------------------------------------------------------------------ |
| 2003 | Fallen - Utgivning: 4 mars 2003 - Skivbolag: Wind-Up Records - Producent: Dave Fortman, Ben Moody                    | 3                  | 1                  | 1                  | 1                  | 2                  | 1                  | 2                  | 2                  | 3                  | 3                  | - AUS: 6× Platina - USA: 7× Platina - CAN: 6× Platina - UK: 3× Platina | - USA: 7,000,000 - Storbritannien: 900,000 - Europa: 3,000,000 - Globalt: 17,000,000 |
| 2006 | The Open Door - Utgivning: 3 oktober 2006 - Skivbolag: Wind-Up Records - Producent: Dave Fortman                     | 1                  | 2                  | 2                  | 1                  | 2                  | 2                  | 1                  | 2                  | 2                  | 3                  | - USA: 2× Platina - AUS: 2x Platina - CAN: 2× Platina - NZL: Platina   | - USA: 2,077,000 - Storbritannien: 300,000 - Europa: 1,000,000 - Globalt: 6,000,000  |
| 2011 | Evanescence - Utgivning: 4 oktober 2011 - Skivbolag: Wind-Up Records - Producent: Steve Lillywhite, Nick Raskulinecz | —                  | —                  | —                  | —                  | —                  | —                  | —                  | —                  | —                  | —                  |                                                                        |                                                                                      |
| "—" indikerar outgivet album, ingen data tillgänglig eller att albumet inte hamnade på den angivna topplistan. | |                    |                    |                    |                    |                    |                    |                    |                    |                    |                    |                                                                        |                                                                                      |

### Livealbum
| År   | Album | Högsta placeringar | Högsta placeringar | Högsta placeringar | Högsta placeringar | Högsta placeringar | Högsta placeringar | Högsta placeringar | Certifiering               | Försäljning                         |
| År   | Album | USA                | CAN                | AUS                | NZL                | GER                | FRA                | ITA                | Certifiering               | Försäljning                         |
| ---- | --- | ------------------ | ------------------ | ------------------ | ------------------ | ------------------ | ------------------ | ------------------ | -------------------------- | ----------------------------------- |
| 2004 | Anywhere but Home - Utgivning: 23 november 2004 - Skivbolag: Wind-Up Records - Även som dvd med utökat material | 39                 | 17                 | 35                 | 40                 | 19                 | 22                 | 19                 | - CAN: Diamant - USA: Guld | - USA: 664,000 - Globalt: 1,500,000 |

## Singlar
| 2003 | "Bring Me to Life" (med Paul McCoy) | 5  | 1  | 11 | 1  | 1  | 1  | 3  | 2  | 2  | 5  | 1 | Fallen            |
| 2003 | "Going Under"                       | —  | 5  | 26 | 8  | 11 | 14 | 4  | 18 | 15 | 16 | 9 | Fallen            |
| 2003 | "My Immortal"                       | 7  | —  | —  | 7  | 1  | 4  | 2  | 20 | 5  | 11 | 3 | Fallen            |
| 2004 | "Everybody's Fool"                  | —  | 36 | —  | 24 | —  | 23 | 7  | 32 | —  | —  | 8 | Fallen            |
| 2006 | "Call Me When You're Sober"         | 10 | 4  | 5  | 4  | 3  | 5  | 3  | 13 | 13 | 20 | 3 | The Open Door     |
| 2007 | "Lithium"                           | —  | 37 | 39 | 32 | —  | 26 | 16 | 30 | 44 | —  | 3 | The Open Door     |
| 2007 | "Sweet Sacrifice"                   | —  | —  | 24 | —  | —  | —  | —  | —  | 75 | 91 | — | The Open Door     |
| 2007 | "Good Enough"                       | —  | —  | —  | —  | —  | —  | —  | —  | —  | —  | — | The Open Door     |
| 2011 | "What You Want"                     | —  | —  | —  | —  | —  | —  | —  | —  | —  | —  | — | Evanescence       |
| 2011 | "My Heart Is Broken"                | -  | -  | -  | -  | -  | -  | -  | -  | -  | -  | - | Evanescence       |
| 2012 | "Lost In Paradise"                  | -  | -  | -  | -  | -  | -  | -  | -  | -  | -  | - | Evanescence       |
| 2017 | "Imperfection"                      | -  | -  | -  | -  | -  | -  | -  | -  | -  | -  | - | Synthesis         |
| 2018 | "Hi-Lo" med Lindsay Stirling        | -  | -  | -  | -  | -  | -  | -  | -  | -  | -  | - | Synthesis         |
| 2019 | "The Chain"                         | -  | -  | -  | -  | -  | -  | -  | -  | -  | -  | - | Ingen albumsingel |
| 2020 | "Wasted On You"                     | -  | -  | -  | -  | -  | -  | -  | -  | -  | -  | - | The Bitter Truth  |
| 2020 | "The Game Is Over"                  | -  | -  | -  | -  | -  | -  | -  | -  | -  | -  | - | The Bitter Truth  |
| 2020 | "Use My Voice"                      | -  | -  | -  | -  | -  | -  | -  | -  | -  | -  | - | The Bitter Truth  |
| 2021 | "Better Without You"                | -  | -  | -  | -  | -  | -  | -  | -  | -  | -  | - | The Bitter Truth  |
| "—" indikerar outgiven singel, ingen data tillgänglig eller att singeln inte hamnade på den angivna topplistan. |                                     |    |    |    |    |    |    |    |    |    |    |   |                   |

### Andra singlar
| År   | Titel                 | Noteringar                                         | Album             |
| ---- | --------------------- | -------------------------------------------------- | ----------------- |
| 2004 | "Imaginary"           | Promosingel, endast släppt i Spanien               | Fallen            |
| 2004 | "Missing"             | Radiosingel, endast släppt i Europa och Sydamerika | Anywhere but Home |
| 2007 | "Weight of the World" | Promosingel, endast släppt i Colombia              | The Open Door     |
| 2010 | "Together Again"      | 22 Feb 2010; endast digitalt                       | Ingen albumsingel |

## Demomaterial

### Demoalbum
Origin (4 november 2000)
1. "Anywhere (outtake)" – 0:25
2. "Origin" (intro) – 0:35
3. "Whisper" (Origin version) – 3:56
4. "Imaginary" (Origin version) – 3:33
5. "My Immortal" (Origin version) – 4:24
6. "Where Will You Go" (Origin version) – 3:48
7. "Field of Innocence" – 5:15
8. "Even in Death" – 4:17
9. "Anywhere" – 6:04
10. "Lies" – 3:54
11. "Away from Me" – 3:30
12. "Eternal" (instrumental) – 7:22

### EP-skivor

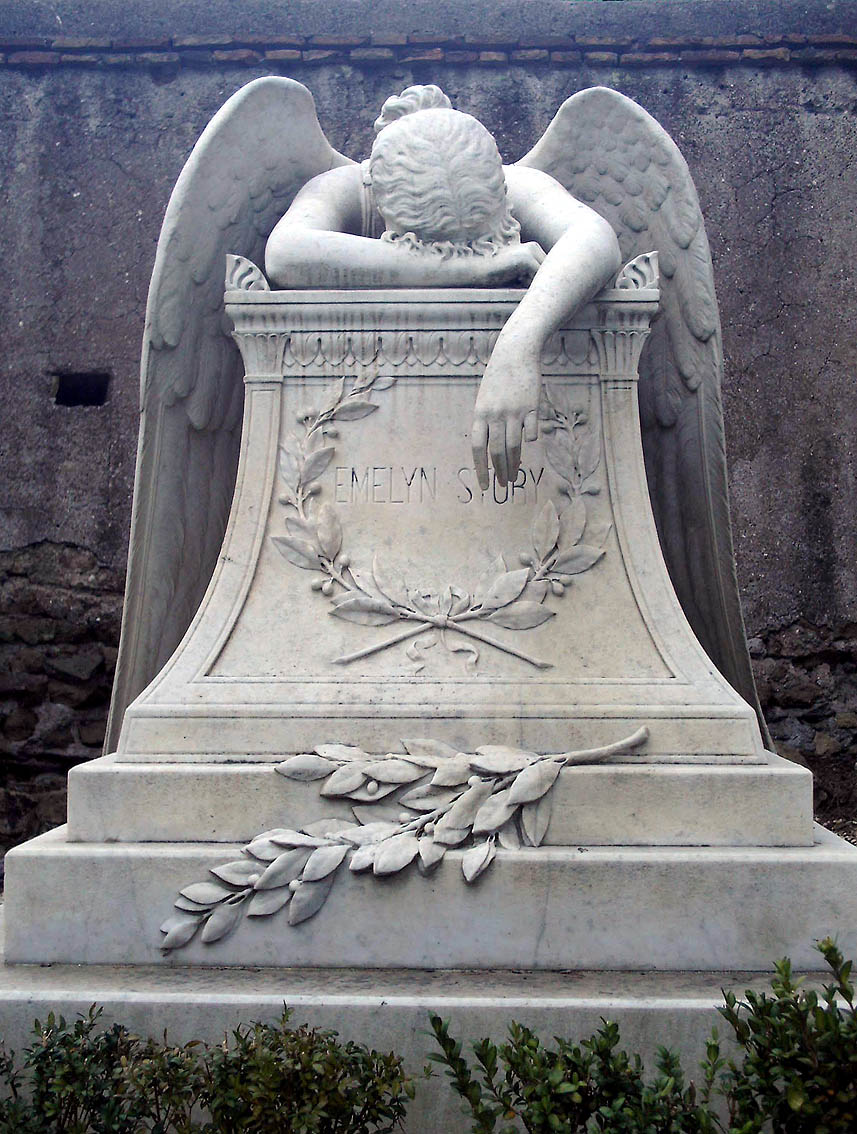
Skulpturen Angel of Grief var inspirationen för omslaget till Evanescence EP

Evanescence EP (December 1998; utgavs endast i 100 exemplar)
1. "Where Will You Go" (EP version) – 3:50
2. "Solitude" – 5:45
3. "Imaginary" (EP version) – 4:01
4. "Exodus" – 3:07
5. "So Close" – 4:30
6. "Understanding" – 7:25
7. "The End" (Millennium choir, outro) – 1:58

Sound Asleep EP / Whisper EP (Augusti 1999; utgavs endast i 50 exemplar)
1. "Give unto Me" (Sound Asleep version; instrumentell) – 2:01
2. "Whisper" (Sound Asleep version; gitarrintrot spelad baklänges) – 4:16
3. "Understanding" (Sound Asleep version; tyngre gitarr) – 4:51
4. "Forgive Me" – 3:02
5. "Understanding" (originalversion men aningen längre) – 7:30
6. "Ascension of the Spirit" (instrumentell; gömd låt) – 11:46

Mystary EP (Januari 2003)
1. "My Last Breath" – 4:07
2. "My Immortal" (Mystary version) – 4:39
3. "Farther Away" – 3:59
4. "Everybody's Fool" – 3:15
5. "Imaginary" (Mystary version) – 4:17

## Musikvideor
| År   | Låttitel                            | Album         | Regissör               |
| ---- | ----------------------------------- | ------------- | ---------------------- |
| 2003 | "Bring Me to Life" (med Paul McCoy) | Fallen        | Philipp Stölzl         |
| 2003 | "Going Under"                       | Fallen        | Philipp Stölzl         |
| 2003 | "My Immortal"                       | Fallen        | David Mould            |
| 2004 | "Everybody's Fool"                  | Fallen        | Philipp Stölzl         |
| 2006 | "Call Me When You're Sober"         | The Open Door | Marc Webb              |
| 2006 | "Lithium"                           | The Open Door | Paul Fedor             |
| 2007 | "Sweet Sacrifice"                   | The Open Door | P. R. Brown            |
| 2007 | "Good Enough"                       | The Open Door | Marc Webb och Rich Lee |